# Divize D 1987/1988
V soubojích 23. ročníku Moravskoslezské divize D 1987/88 (jedna ze skupin 4. fotbalové ligy) se utkalo 16 týmů každý s každým dvoukolovým systémem podzim–jaro. Tento ročník začal v srpnu 1987 a skončil v červnu 1988.

## Nové týmy v sezoně 1987/88
- Ze III. ligy – sk. B 1986/87 nesestoupilo do Divize D žádné mužstvo.
- Mužstva TJ Spartak ZVÚ Hradec Králové „B“ a VTJ Letec Hradec Králové přešla z Divize C 1986/87.
- Z Jihomoravského krajského přeboru 1986/87 postoupilo vítězné mužstvo TJ RH Znojmo-Práče.[1]
- Ze Severomoravského krajského přeboru 1986/87 postoupilo vítězné mužstvo TJ Vítkovice „B“.[2]

## Konečná tabulka
Zdroj: 
| Poř. | Tým                               | Z  | V  | R  | P  | VG | OG | B  |
| ---- | --------------------------------- | -- | -- | -- | -- | -- | -- | -- |
| 1.   | TJ RH Znojmo-Práče (N)            | 30 | 20 | 8  | 2  | 65 | 25 | 48 |
| 2.   | TJ Jiskra Kyjov                   | 30 | 16 | 7  | 7  | 46 | 30 | 39 |
| 3.   | TJ Baník Důl Doubrava-Orlová      | 30 | 15 | 6  | 9  | 52 | 35 | 36 |
| 4.   | TJ Vítkovice „B“ (N)              | 30 | 13 | 8  | 9  | 61 | 41 | 34 |
| 5.   | TJ Slavoj Bruntál                 | 30 | 11 | 10 | 9  | 47 | 49 | 32 |
| 6.   | TJ Železárny Prostějov            | 30 | 12 | 7  | 11 | 49 | 43 | 31 |
| 7.   | TJ Baník 1. máj Karviná           | 30 | 12 | 6  | 12 | 41 | 47 | 30 |
| 8.   | TJ Sigma ZTS Olomouc „B“          | 30 | 11 | 8  | 11 | 41 | 40 | 29 |
| 9.   | TJ Baník ČSA Karviná              | 30 | 10 | 9  | 11 | 37 | 38 | 29 |
| 10.  | TJ Sigma Hranice                  | 30 | 10 | 9  | 11 | 40 | 42 | 29 |
| 11.  | TJ NHKG Ostrava                   | 30 | 10 | 8  | 12 | 45 | 51 | 28 |
| 12.  | TJ Slezan Frýdek-Místek           | 30 | 9  | 10 | 11 | 33 | 45 | 28 |
| 13.  | TJ Spartak ZVÚ Hradec Králové „B“ | 30 | 7  | 11 | 12 | 32 | 44 | 25 |
| 14.  | TJ Tatran Fosfa Poštorná          | 30 | 9  | 4  | 17 | 25 | 47 | 22 |
| 15.  | VTJ Letec Hradec Králové          | 30 | 9  | 4  | 17 | 41 | 52 | 22 |
| 16.  | TJ Spartak ČKD Blansko            | 30 | 6  | 6  | 18 | 24 | 50 | 18 |

Poznámky:
- Z = Odehrané zápasy; V = Vítězství; R = Remízy; P = Prohry; VG = Vstřelené góly; OG = Obdržené góly; B = Body; (S) = Mužstvo sestoupivší z vyšší soutěže; (N) = Mužstvo postoupivší z nižší soutěže (nováček)

|  | Postup do III. ligy – sk. B 1988/89                |
|  | Sestup do Jihomoravského krajského přeboru 1988/89 |
|  | Sestup do Východočeského krajského přeboru 1988/89 |